# Баннерная сеть
Ба́ннерная се́ть — система обмена рекламными графическими баннерами или текстовыми блоками, при которой за показ чужих баннеров на своём сайте участник сети получает определённый процент показов собственного баннера на сайтах других участников проекта за вычетом процента комиссии, который использует владелец сети.

## Баннер
Баннер — графический файл или текстовый блок, при нажатии на который происходит переход на рекламируемую им страницу. Баннер размещается на сайте на коммерческой или некоммерческой основе.

## Виды баннерных сетей
Большинство баннерных сетей подразделяются на подсети — в зависимости от тематики и (или) вида баннеров. Баннерная подсеть представляет по сути отдельный проект обмена баннерами, практически не связанный с другими подсетями. В некоторых случаях администрация баннерной сети может предоставить участнику некоторые льготные условия за регистрацию в одной подсети, если тот уже состоит в других подсетях.

## Форматы баннеров
Наиболее популярными форматами являются:
- 468х60 — наиболее распространённый формат. Часто называют «классическим».
- 234х60 — «два в одном». Позволяет на одном «показе» баннера 468х60 заработать два показа. Широкого распространения не получил.
- 100х100 (реже 125х125, 120х120) — второй по популярности формат в Рунете.
- 120х60 — весьма популярный графический формат.
- «Тизер» — графический баннер небольшого размера и иногда текст, которые должен завлечь посетителя
- «Ушки» — однотипные баннеры, чаще всего размещаемые вверху страницы. Практически всегда размещаются группой из 3-4 баннеров горизонтально или вертикально.
- 468х15 — «текстовый» формат. На самом деле это графический файл, но строгие требования к оформлению создают иллюзию текстовой гиперссылки.
- «текстовый блок» — размещение текстового блока (или блоков) вместо графического файла. «Вес» значительно меньше чем у графики, но из-за различия в кодировках может отображаться некорректно. В Рунете в последнее время набирает популярность такого рода контекстная реклама от компаний Google, Yandex и Бегун.
- «Кнопки» — чаще всего имеют формат 88х31. Широко используются при обмене ссылками. В баннерных сетях используются редко.
- «Шапки» (Topline) — баннеры больших размеров (чаще всего 600х90 и 720х90). Сложно встраиваются в дизайн сайта. Популярности среди веб-мастеров не получили.
- «Колонны» — вертикально ориентированные баннеры. Например, 120х360 или 120х600.
- «Pop-up» — всплывающие или выскакивающие окна. Автоматически открывающиеся окна с контентом при загрузке страницы или уходе с неё. В большинстве браузеров есть средства для блокировки автоматически открывающихся окон. Всплывающие окна используются в качестве оповещений во ВКонтакте, Одноклассниках и других социальных сетях.
- «Pop-under» или Попандер - это сервис для размещения всплывающей медийной рекламы, т. е. пользователю открывается сразу новое окно с рекламой при входе на интересующий его сайт. Страница сайта открывается, как обычно, а всплывающее рекламное pop-окно будет все время у него на виду. Есть одно неудобство - пользователь не может сразу закрыть рекламу, и видит её все время нахождения на открытом сайте, но все зависит от настроек и скрипта сервиса. Закроется pop-окно, когда пользователь выходит из сайта. Попандер предоставляет рекламодателю удобство в том, что его реклама не останется незамеченой и поэтому такой вид рекламы пользуется спросом. Специальные сервисы могут разместить такое объявление или рекламу на зарегистрированных у них сайтах, а также предлагают заработать владельцам сайтов за счет продажи места под pop-up рекламу.
- «Плавающие баннеры» — использующие Javascript или другие средства. Появляются поверх страницы сайта, чаще в верхнем правом углу. Закрывают текст или графику страницы, могут некорректно отображаться в некоторых браузерах, а также дублироваться при использовании фреймовой структуры. Чаще всего применяются на бесплатных хостингах в качестве платы за услуги.

Графические баннеры являются файлами форматов JPEG, GIF, реже PNG. Весьма часто применяется технология Adobe Flash.

## Ограничения баннерных сетей
В тематических баннерных сетях существуют строгие ограничения на тематику сайтов-участников, в региональных — на региональную принадлежность, но смягчены требования к качеству сайта. Например, в сеть для веб-мастеров скорее допустят сайт низкого качества и на бесплатном хостинге, но соответствующий тематике, чем сайт крупнейшей автомобильной компании.
В общих баннерных сетях ограничения мягче. Не допускают, как правило, сайты эротического (и тем более, порнографического) содержания и нарушающие законодательство страны.
Также существуют требования к «весу» баннера, соответствие изображения и тематики сайта, а также к оформлению.
Во всех баннерных сетях сайты-участники и баннеры проходят премодерацию.

## Комиссия
Баннерами, взимаемые комиссией, распоряжается администрация сети. Они могут использоваться администраторами для рекламы других своих проектов, для продажи, для вознаграждения участников сети. Во время рекламных акций комиссия может быть снижена, либо вообще отсутствовать(нет).

### Комиссия на показы
За показ чужих баннеров на своём сайте участник сети получает определённый процент показов собственного баннера на сайтах других участников проекта за вычетом процента комиссии. Комиссия составляет от 5 до 50 процентов, чаще 10-15. В одной и той же сети в зависимости от статуса участника, расположения баннера на страницах, количества показов и качества его сайта комиссия может быть разной.

### Комиссия при переводе
При переводе баннеров от одного участника другому также может взиматься комиссия «за перевод». Чаще всего комиссия составляет от 0 до 20 процентов, но может быть и выше.

## Распоряжение баннерными показами
После вычета комиссии, участник имеет в своём распоряжении определённое количество баннерных показов. В зависимости от своего желания и правил баннерной сети он может:
- Истратить на показ своего баннера на сайтах других участников сети.
- Перевести определённое количество показов на аккаунт другого участника сети.
- Продать баннерные показы баннерной сети по её расценкам, если та производит их выкуп.
- Продать баннерные показы на бирже, предложив свою цену.

Некоторые баннерные сети прямо и косвенно запрещают продажу баннерных показов.

## Таргетинг
Участник может установить таргетинг (англ. target — цель). Таким образом, он может запретить показ на своём сайте баннеров конкурента, баннеров определённой тематики. В свою очередь, баннеры участника могут показываться только (или за исключением) посетителям определённого региона, в указанное время, на сайтах определённой категории. Возможности таргетинга зависят от политики баннерной сети.

## Перспективность использования баннеров
В раннюю эпоху развития Рунета баннерные сети были главным источником рекламы сайта. Однако, по причине несложности накрутки показов и кликов, по мере развития и распространения Интернета, цены на баннерные показы стали резко снижаться.
С 2003—2004 гг. широкую популярность приобрёл способ размещения рекламных баннеров «на время». Однако, это происходит вне участия в баннерных сетях.

## CTR баннера
CTR — соотношение кликов по баннеру к количеству показов. При превышении среднего значения по сети, баннерная сеть часто премирует участника. Однако, при больших отклонениях от средних значений, как в меньшую, так и большую сторону, участник может быть заподозрен в накрутке кликов или показов.